# Könyvtáros

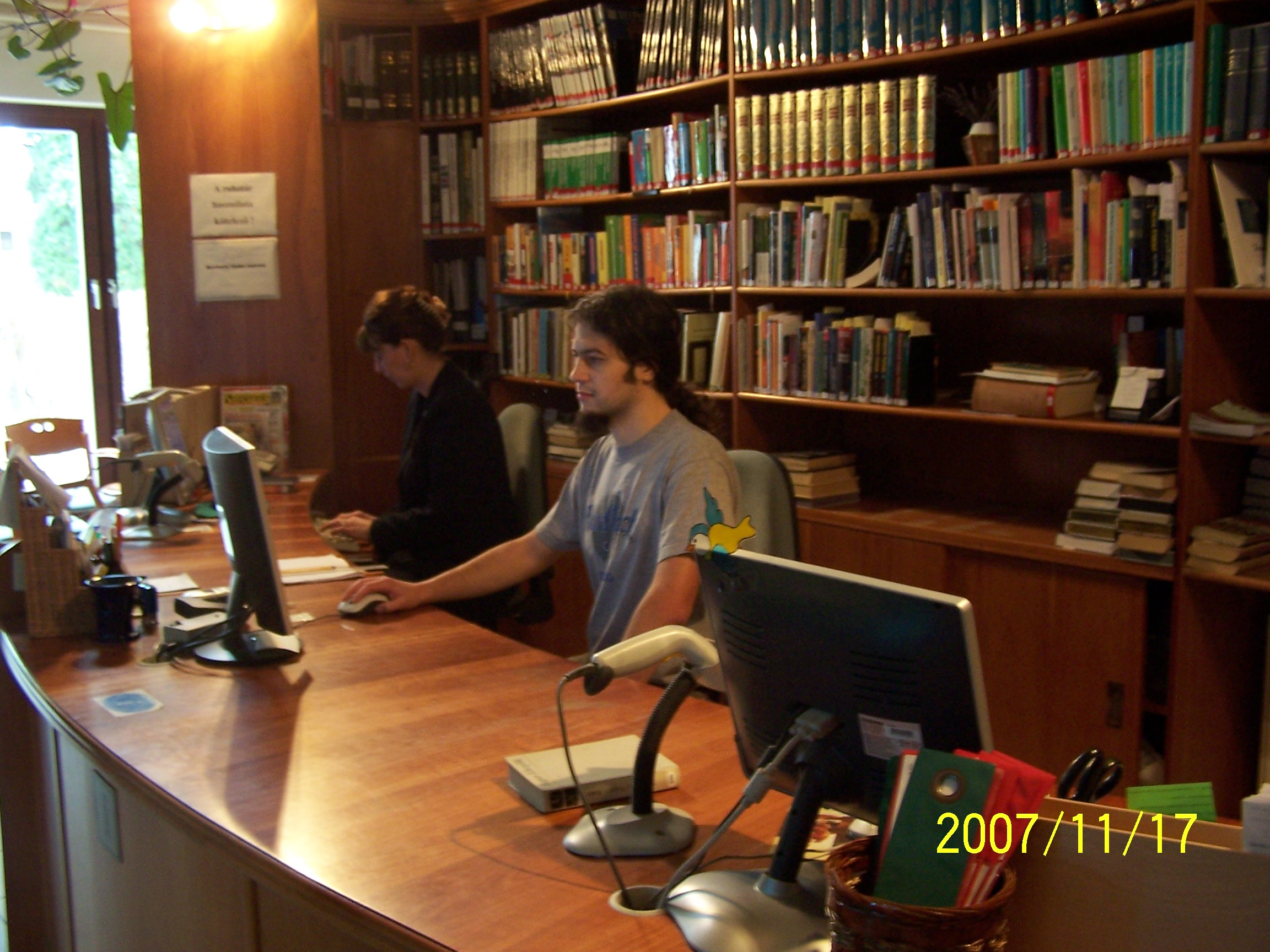
Munka közben

Könyvtáros az a személy, aki a könyvtárban felhalmozott gyűjtemény gondozásával, gyarapításával, rendszerezésével foglalkozik, és a könyvtárat használókat kiszolgálja, segíti. 
A könyvtár helyet és forrásokat biztosít a könyvtárosoknak, hogy gyűjtsék, rendezzék az információkat. Ugyanakkor az olvasónak egy olyan teret biztosít, ahol az információ böngészhető, vagy megkereshető és hozzáférhető. Egyben nyilvános hely is, ahol a közösséghez tartozók összegyűlhetnek, találkozhatnak, tanulhatnak, kutathatnak. És, hogy jól is érezzük magunkat ezen a helyen, ezt próbálja megvalósítani munkája által a könyvtáros.
A könyvtári munka a könyvtár adminisztratív teendőit és számos egyéb könyvtári szolgáltatás megvalósítását jelenti. A könyvtári szolgáltatások nagyon sokfajta feladatot foglalnak magukba: egyesek gyarapítják a könyvtár állományát, új könyvek beszerzésével foglalkoznak. Mások rendszerezik, nyilvántartják és gondozzák a könyvanyagot. A könyvtári munkához tartozik a könyvtár látogatóinak tájékoztatása és a tanácsadás is. A könyvtárosok média vagy zenei anyagokkal is foglalkozhatnak.
A könyvtáros közvetítő szerepet betöltő személy volt az ókortól napjainkig az információk és az olvasók között. Ez a szerep teszi a szakmát egyedivé, és ez a szerep kötelezi arra a könyvtárosokat, hogy megismerjék a tudományokat és jártasak legyenek a könyvtári információs technológiákban. Egy magára valamit is adó szakma számára nem elhanyagolható a folyamatos szakmai képzés. Mivel a könyvtárak elsődleges feladata még mindig az, hogy a könyveket eljuttassa az olvasóhoz és megszerettesse az olvasást, ezért az olvasószolgálatban dolgozó könyvtárasoknak jó pszichikai érzékkel, alapos állományismerettel, jó beszédkészséggel kell rendelkezniük ahhoz, hogy ajánlani tudják a legfrissebb irodalmat.
Nemzetközi vizsgálat eredményei alapján elmondható, hogy a könyvtárost „világszerte” rendszerető, precíz, nyugodt, segítőkész, barátságos és meglehetősen intelligens emberként jellemzik. Munkáját a közönség rutinjellegűnek, hasznosnak és segítőnek ítéli. Magyarországon (és csak itt) a népesség fele úgy gondolja, hogy a könyvtárosság tipikusan női munka!
A könyvtáros szakmában az olvasószolgálat a legszínesebb: itt történik az olvasók beiratkozása, a dolgozók közvetlen találkozása az olvasókkal (igényeikkel, kérdéseikkel), a legújabb könyvek ajánlása. A könyvtárban folyó munka minősége és az intézmény hírneve a vezető-beosztott kapcsolatán is múlik: például munkaértekezletek szervezése havonta (következő havi rendezvények, teendők megbeszélése). Szoktak iskolai jellegű órákat is tartani a könyvtárban: könyvtárhasználat, katalógushasználat gyakorlati feladatokkal. A cél az, hogy olvasókká neveljék a gyerekeket, ne csak passzív könyvtárhasználók legyenek. Élményszerűen olvassanak nap mint nap, és ennek a könyvtár is része legyen.

## Folyóirat
- Könyv, könyvtár, könyvtáros, 10. évf. 6. szám 2001 június
- Könyvtáros, Szakismertető információs mappa OMMK 1999.